# Lithodes turritus
Espèce
Lithodes turritus est une espèce de crustacés appartenant à la famille des « crabes royaux », bien qu'ils ne soient pas des crabes à proprement parler et soient plus proches des bernard-l'hermite.

## Morphologie
Lithodes turritus possède une carapace, triangulaire et légèrement voutée, de couleur rougeâtre, et hérissée de piques. La partie ventrale est légèrement plus rosée. Le rostre de ces lithodes est assez long, tandis que les antennes et antennules sont peu développées. Comme chez la plupart des membres de la famille des Lithodes, les pattes articulées de Lithodes turritus sont très longues et présentent également des pointes. La taille moyenne de Lithodes turritus est d'environ 1,5 mètre. Les mâles sont en général plus volumineux que les femelles. La première paire de pattes motrices est plus courte que les autres.
La taille des pointes sur la carapace ou les péréiopodes est variable et non corrélée à la taille de l'individu, de petits individus possédant de grandes épines tandis que de grands individus peuvent présenter des épines plus courtes.  De plus, comme chez la plupart des Lithodes, la 5e paire de péréiopodes n'est pas utilisée pour la locomotion, mais plutôt pour nettoyer la carapace, les branchies et pour le transfert de spermatozoïdes.
Cette espèce présente de nombreuses similitudes avec une espèce cousine, Lithodes longispina, les principales différences étant l'incurvation de la carapace, du rostre et le nombre de pointes au niveau du cœur. Il est néanmoins beaucoup plus difficile de distinguer cette différence sur des juvéniles des deux espèces.
Des études poussées sur les tissus hépatiques et pancréatiques de Lithodes turritus montrent qu'ils sont principalement constitués de pristane et d'alcane, ainsi qu'une forte présence d’hydrocarbures (il subsiste néanmoins un doute, la présence d'hydrocarbures pouvant être expliquée par la pollution en mer de Chine).

## Reproduction
Comme pour la plupart des décapodes, les œufs des lithodes se déposent sur les fonds marins avant d'éclore et, après des séries de mues successives, deviennent des lithodes adultes.

## Répartition et mode de vie
On trouve principalement Lithodes turritus dans les eaux du Pacifique Ouest, de la mer de Chine, aux Philippines ou au large des côtes australiennes. Lithodes turritus est également le premier spécimen de la famille des Lithodidae à avoir été repéré dans les eaux de Taïwan. On trouve Lithodes turritus à des profondeurs relativement élevées, de 400 à 800 m, sur des fonds rocheux, coralliens ou vaseux.
Comme la plupart des décapodes, Lithodes turritus est principalement prédateur et détritivore.

## Pêche
Lithodes turritus est considérée comme potentiellement apte à l'exploitation de pêche, mais ne présente en réalité que peu d’intérêt, les rendements étant trop faibles et aléatoires.